# (673) Edda
(673) Edda – planetoida z grupy pasa głównego asteroid okrążająca Słońce w ciągu 4 lat i 265 dni w średniej odległości 2,81 j.a. Została odkryta 20 września 1908 roku w Taunton (Massachusetts) przez Joela Metcalfa. Nazwa planetoidy pochodzi od Eddy starszej, najstarszego zabytku piśmiennictwa islandzkiego. Przed jej nadaniem planetoida nosiła oznaczenie tymczasowe (673) 1908 EA.